# Espirogira
L'espirogira (Spirogyra) és un gènere d'alga verda filamentosa de l'ordre de les zignematals, anomenada així per la disposició en forma d'hèlix dels cloroplasts. Es troba sovint a l'aigua dolça, i n'existeixen més de 400 espècies al món. Espirogira fa aproximadament entre 10 i 100 μm d'amplada i pot fer diversos centímetres de longitud.

## Taxonomia
Les següents espècies són les acceptades actualment:
- Spirogyra abbreviata Zheng
- Spirogyra acanthophora (Skuja) Czurda
- Spirogyra acumbentis Vodenicarov
- Spirogyra adjerensis Gauthier-Lièvre
- Spirogyra adnata (Vaucher) Kützing
- Spirogyra adornata Ling
- Spirogyra aequinoctialis G.S.West
- Spirogyra affinis (Hassall) Petit
- Spirogyra africana (F.E.Fritsch) Czurda
- Spirogyra ahmedabadensis Kamat
- Spirogyra alpina Kützing
- Spirogyra alternata Kützing
- Spirogyra amplectens Skuja
- Spirogyra ampliata L.Liu
- Spirogyra anchora Skuja
- Spirogyra angolensis Welwitsch
- Spirogyra angulata Nipkow
- Spirogyra anomala Bhashyakarla Rao
- Spirogyra anzygoapora Singh
- Spirogyra aphanosculpta Skuja
- Spirogyra aplanospora Randhawa
- Spirogyra arcta (C.Agardh) Endlichter
- Spirogyra arcuata Liu
- Spirogyra areolata Lagerheim
- Spirogyra arizonensis Rickert & Hoshaw
- Spirogyra arthuri Woodhead & Tweed
- Spirogyra articulata Transeau
- Spirogyra asiatica Czurda
- Spirogyra atasiana Czurda
- Spirogyra atrobrunnea Gauthier-Lièvre
- Spirogyra aubvillei Gauthier-Lièvre
- Spirogyra australica Czurda
- Spirogyra australiensis K.Möbius
- Spirogyra austriaca Czurda
- Spirogyra azygospora Singh
- Spirogyra baileyi Schmidle
- Spirogyra batekiana Gauthier-Lièvre
- Spirogyra bellis (Hassall) P.Crouan & H.Crouan
- Spirogyra bicalyptrata Czurda
- Spirogyra bichromatophora (Randhawa) Transeau
- Spirogyra biformis C.-C.Jao
- Spirogyra biharensis A.M.Verma & B.Kumari
- Spirogyra bii Kadlubowska
- Spirogyra bireticulata Liu
- Spirogyra borealis Zheng & Ling
- Spirogyra borgeana Transeau
- Spirogyra borgei Kadlubowska
- Spirogyra borkuense Gauthier-Lièvre
- Spirogyra borysthenica Kasanowsky & Smirnoff [Smirnov]
- Spirogyra bourrellyana Gauthier-Lièvre
- Spirogyra braziliensis (Nordstedt) Transeau
- Spirogyra britannica Godward
- Spirogyra brunnea Czurda
- Spirogyra buchetii Petit
- Spirogyra bullata C.-C.Jao
- Spirogyra calcarea Transeau
- Spirogyra calchaquiesiae B.Tracanna
- Spirogyra californica Stancheva, J.D.Hall, McCourt & Sheath
- Spirogyra calospora Cleve
- Spirogyra canaliculata Segar
- Spirogyra cardinia S.H.Lewis
- Spirogyra caroliniana G.E.Dillard
- Spirogyra castanacea G.C.Couch
- Spirogyra cataeniformis (Hassall) Kützing
- Spirogyra catenaeformis (Hassall) Kützing
- Spirogyra cavata Vodenicarov
- Spirogyra chakiaensis (Bhashyakarla Rao) Kreiger
- Spirogyra chandigarhensis
- Spirogyra chekiangensis C.-C.Jao
- Spirogyra chenii C.-C.Jao
- Spirogyra chungkingensis C.-C.Jao
- Spirogyra chuniae C.-C.Jao
- Spirogyra circumlineata Transeau
- Spirogyra clavata Segar
- Spirogyra cleveana Transeau
- Spirogyra colligata Hodgetts
- Spirogyra columbiana Czurda
- Spirogyra communis (Hassall) Kützing
- Spirogyra condensata (Vaucher) Dumortier
- Spirogyra congolensis Gauthier-Lièvre
- Spirogyra conspicua Gay
- Spirogyra convoluta
- Spirogyra corrugata Woodhead & Tweed
- Spirogyra costata Kadlubowska
- Spirogyra costulata Kadlubowska
- Spirogyra coumbiana Czurda
- Spirogyra crassa (Kützing) Kützing
- Spirogyra crassispina C.-C.Jao
- Spirogyra crassiuscula (Wittrock & Nordstedt) Transeau
- Spirogyra crassivallicularis C.-C.Jao
- Spirogyra crassoidea (Transeau) Transeau
- Spirogyra crenulata Singh
- Spirogyra croasdaleae Blum
- Spirogyra cyanosporum
- Spirogyra cylindrica Czurda
- Spirogyra cylindrosperma (West & G.S.West) Krieger
- Spirogyra cylindrospora West & G.S.West
- Spirogyra czubinskii Kadlubowska
- Spirogyra czurdae Misra
- Spirogyra czurdiana Kadlubowska
- Spirogyra dacimina (O.F.Müller) Kützing
- Spirogyra daedalea Lagerheim
- Spirogyra daedaleoides Czurda
- Spirogyra danica Kadlubowska
- Spirogyra decimina (O.F.Müller) Dumortier
- Spirogyra densa Kützing
- Spirogyra denticulata Transeau
- Spirogyra dentireticulata C.-C.Jao
- Spirogyra desikacharyensis Rattan
- Spirogyra dialyderma Ling & Zheng
- Spirogyra dicephala C.-C.Jao & H.Z.Zhu
- Spirogyra dictyospora C.-C.Jao
- Spirogyra diluta H.C.Wood
- Spirogyra dimorpha Geitler
- Spirogyra discoidea Transeau
- Spirogyra distenta Transeau
- Spirogyra diversizygotica (V.I.Polyanskij) L.A.Rundina
- Spirogyra djalonensis Gauthier-Lièvre
- Spirogyra djiliense Gauthier-Lièvre
- Spirogyra dodgeana
- Spirogyra drilonensis Petkoff
- Spirogyra dubia Kützing
- Spirogyra echinata Tiffany
- Spirogyra echinospora Blum
- Spirogyra eillipsospora Transeau
- Spirogyra elegans Wollny
- Spirogyra elegantissima Y.J.Ling & Y.M.Zheng
- Spirogyra ellipsospora Transeau
- Spirogyra elliptica C.-C.Jao
- Spirogyra elongata (H.C.Wood) H.C.Wood
- Spirogyra elongata (Vaucher) Dumortier
- Spirogyra emilianensis Bonhomme
- Spirogyra endogranulata O.Bock & W.Bock
- Spirogyra exilis West & G.S.West
- Spirogyra fallax (Hansgirg) Wille
- Spirogyra fassula Zheng
- Spirogyra favosa Y.-X.Wei & Y.-K.Yung
- Spirogyra fennica Cedercreutz
- Spirogyra ferruginea H.W.Liang
- Spirogyra flavescens (Hassall) Kützing
- Spirogyra flavicans Kützing
- Spirogyra fluviatilis Hilse
- Spirogyra formosa (Transeau) Czurda
- Spirogyra fossa C.-C.Jao
- Spirogyra fossulata C.-C.Jao & Hu
- Spirogyra foveolata (Transeau) Czurda
- Spirogyra franconica O.Bock & W.Bock
- Spirogyra frankliniana Tiffany
- Spirogyra frigida F.Gay
- Spirogyra fritschiana Czurda
- Spirogyra fukienica Wei
- Spirogyra fuzhouensis H.-J.Hu
- Spirogyra gallica Petit
- Spirogyra gaterslebensis Reith
- Spirogyra gauthier-lievrae Kadlubowska
- Spirogyra gauthieri Gayral
- Spirogyra gharbensis Gauthier-Lièvre
- Spirogyra ghosei Singh
- Spirogyra gibberosa C.-C.Jao
- Spirogyra glabra Czurda
- Spirogyra globulispora Gauthier-Lièvre
- Spirogyra gobonensis Gauthier-Lièvre
- Spirogyra goetzei Schmidle
- Spirogyra gracilis Kützing
- Spirogyra granulata C.-C.Jao
- Spirogyra gratiana Transeau
- Spirogyra groenlandica Rosenvinge
- Spirogyra guangchowensis Zhu & Zhong
- Spirogyra guineense Gauthier-Lièvre
- Spirogyra gujaratensis Kamat
- Spirogyra gurdaspurensis Rattan
- Spirogyra haimenensis C.-C.Jao
- Spirogyra hartigii (Kützing) De Toni
- Spirogyra hassalii (Jenner) Petit
- Spirogyra hassallii (Jenner ex Hassall) P.Crouan & H.Crouan
- Spirogyra hatillensis Transeau
- Spirogyra heeriana Nägeli ex Kützing
- Spirogyra henanensis (L.J.Bi) L.J.Bi
- Spirogyra herbipolensis O.Bock & W.Bock
- Spirogyra heterospora Liu
- Spirogyra hoehnei O.Borge
- Spirogyra hoggarica (Gauthier-Lièvre) Gauthier-Lièvre
- Spirogyra hollandiae Taft
- Spirogyra hopeiensis C.-C.Jao
- Spirogyra hunanensis C.-C.Jao
- Spirogyra hungarica Langer
- Spirogyra hyalina Cleve
- Spirogyra hymerae Britton & B.H.Smith
- Spirogyra inconstans Collins
- Spirogyra incrassata Czurda
- Spirogyra indica Krieger
- Spirogyra inflata (Vaucher) Dumortier
- Spirogyra insignis (Hassall) Kützing
- Spirogyra insueta Zhu & Zhong
- Spirogyra intermedia Rabenhorst
- Spirogyra intorta C.-C.Jao
- Spirogyra ionia Wade
- Spirogyra irregularis Nägeli ex Kützing
- Spirogyra ivorensis Gauthier-Lièvre
- Spirogyra iyengarii Kadlubowska
- Spirogyra jaoensis Randhawa
- Spirogyra jaoi S.H.Ley
- Spirogyra jassiensis (Teodoresco) Czurda
- Spirogyra jatobae Transeau
- Spirogyra jogensis Iyengar
- Spirogyra jugalis (Dillwyn) Kützing
- Spirogyra juliana Stancheva, J.D.Hall, McCourt & Sheath
- Spirogyra kaffirita Transeau
- Spirogyra kamatii Kamat
- Spirogyra karnalae Randhawa
- Spirogyra kolae Hajdu
- Spirogyra koreana J.-H.Kim, Y.H.Kim, & I.K.Lee
- Spirogyra krubergii V.J.Poljanski
- Spirogyra kundaensis Singh
- Spirogyra kuusamoensis Hirn
- Spirogyra labbei Gauthier-Lièvre
- Spirogyra labyrinthica Transeau
- Spirogyra lacustris Czurda
- Spirogyra lagerheimii Wittrock
- Spirogyra laka Kützing
- Spirogyra lallandiae Taft
- Spirogyra lambertiana Transeau
- Spirogyra lamellata (Bhashyakarla Rao) Krieger
- Spirogyra lamellosa C.-C.Jao
- Spirogyra lapponica Lagerheim
- Spirogyra latireticulata Zheng & Ling
- Spirogyra latviensis Czurda
- Spirogyra laxa Kützing
- Spirogyra laxistrata C.-C.Jao
- Spirogyra lenticularis Transeau
- Spirogyra lentiformis L.J.Bi
- Spirogyra lians Transeau
- Spirogyra libyca Gauthier-Lièvre
- Spirogyra lismorensis Playfair
- Spirogyra lodziensis Kadlubowska
- Spirogyra longifissa Wei
- Spirogyra lubrica Kützing
- Spirogyra lucknowensis (Prasad & Dutta) Kadlubowska
- Spirogyra lushanensis L.C.Li
- Spirogyra luteospora Czurda
- Spirogyra lutetiana Petit
- Spirogyra lymerae Britton & Smith
- Spirogyra macrospora (C.B.Rao) Krieger
- Spirogyra maghrebiana Gauthier-Lièvre
- Spirogyra major Kützing
- Spirogyra majuscula Kützing
- Spirogyra malmeana Hirn
- Spirogyra manormae Randhawa
- Spirogyra maravillosa Transeau
- Spirogyra marchica H.Krieger
- Spirogyra margalefii Aboal & Llimona
- Spirogyra margaritata Wollny
- Spirogyra marocana Gauthier-Lièvre
- Spirogyra maxima (Hassall) Wittrock
- Spirogyra megaspora Transeau
- Spirogyra meinningensis
- Spirogyra meridionalis W.J.Zhu & Zhong
- Spirogyra miamiana Taft
- Spirogyra microdictyon C.-C.Jao & Hu
- Spirogyra microgranulata C.-C.Jao
- Spirogyra micropunctata Transeau
- Spirogyra microspora C.-C.Jao
- Spirogyra mienningensis L.-C.Li
- Spirogyra minor (Schmidle) Transeau
- Spirogyra minuticrassoidea Yamagishi
- Spirogyra minutifossa C.-C.Jao
- Spirogyra mirabilis (Hassall) Kützing
- Spirogyra miranda Kadlubowska
- Spirogyra mirifica Zheng & Ling
- Spirogyra mithalaensis A.M.Verma & B.Kumari
- Spirogyra moebii Transeau
- Spirogyra monodiana Gauthier-Lièvre
- Spirogyra montserrati Margalef
- Spirogyra multiconjugata N.C.Ferrer & E.J.Cáceres
- Spirogyra multiformis Kadlubowska
- Spirogyra multistrata Zheng & Ling
- Spirogyra multitrata Zheng & Ling
- Spirogyra mutabilis C.-C.Jao & H.J.Hu
- Spirogyra narcissiana Transeau
- Spirogyra natchita Transeau
- Spirogyra nawaschinii Kasanowsky
- Spirogyra neglecta (Hassall) Kützing
- Spirogyra neorhizobranchialis C.-C.Jao & Zheng
- Spirogyra nitida (O.F.Müller) Leiblein
- Spirogyra nodifera O.Bock & W.Bock
- Spirogyra notabilis Taft
- Spirogyra nova-angliae Transeau
- Spirogyra novae-angliae Transeau
- Spirogyra nyctigama Taft
- Spirogyra oblata C.-C.Jao
- Spirogyra oblonga Liu
- Spirogyra obovata C.-C.Jao
- Spirogyra occidentalis (Transeau) Czurda
- Spirogyra oligocarpa C.-C.Jao
- Spirogyra olivascens Rabenhorst
- Spirogyra ollicola C.-C.Jao & Zhong
- Spirogyra oltmannsii Huber-Pestalozzi
- Spirogyra orientalis West & G.S.West
- Spirogyra orthospira Nägeli
- Spirogyra ouarsenica Gauthier-Lièvre
- Spirogyra oudhensis Randhawa
- Spirogyra ovigera Montagne
- Spirogyra pachyderma Gauthier-Lièvre
- Spirogyra palghatensis Erady
- Spirogyra paludosa Czurda
- Spirogyra papulata C.-C.Jao
- Spirogyra paradoxa Bhashyakarla Rao
- Spirogyra paraguayensis O.Borge
- Spirogyra parva (Hassall) Kützing
- Spirogyra parvispora H.C.Wood
- Spirogyra parvula (Transeau) Czurda
- Spirogyra pascheriana Czurda
- Spirogyra patliputri A.M.Verma & B.Kumari
- Spirogyra peipeingensis C.-C.Jao
- Spirogyra pellucida (Hassall) Kützing
- Spirogyra perforans Transeau
- Spirogyra plena (West & G.S.West) Czurda
- Spirogyra poljanskii Kadlubowska
- Spirogyra polymorpha Kirchner
- Spirogyra polytaeniata Strasburger
- Spirogyra porangabae Transeau
- Spirogyra porticalis (O.F.Müller) Dumortier- type
- Spirogyra pratensis Transeau
- Spirogyra princeps (Vaucher) Link ex Meyen
- Spirogyra proavita Langer
- Spirogyra prolifica Kamat
- Spirogyra propria Transeau
- Spirogyra protecta H.C.Wood
- Spirogyra pseudoaedaloides Kadlubowska
- Spirogyra pseudobellis W.J.Zhu & Zhong
- Spirogyra pseudocorrugata Gauthier-Lièvre
- Spirogyra pseudocylindrica Prescott
- Spirogyra pseudogibberosa Gauthier-Lièvre
- Spirogyra pseudogranulata S.-H.Ley
- Spirogyra pseudojuergensii H.Silva
- Spirogyra pseudomaiuscula Gauthier-Lièvre
- Spirogyra pseudomajuscula Gauthier-Lièvre
- Spirogyra pseudomaxima Kadlubowska
- Spirogyra pseudoneglecta Czurda
- Spirogyra pseudonodifera O.Bock & W.Bock
- Spirogyra pseudoplena Liu
- Spirogyra pseudopulchrata C.-C.Jao
- Spirogyra pseudoreticulata Kreiger
- Spirogyra pseudorhizopus L.J.Bi
- Spirogyra pseudosahnii Kadlubowska
- Spirogyra pseudospreeiana C.-C.Jao
- Spirogyra pseudosubreticulata Rickert & Hoshaw
- Spirogyra pseudotenuissima O.Bock & W.Bock
- Spirogyra pseudotetrapla Kadlubowska
- Spirogyra pseudotexensis Bourrelly
- Spirogyra pseudovarians Czurda
- Spirogyra pseudovenusta Liu & Wei
- Spirogyra pseudowoodii V.J.Poljanski
- Spirogyra pulchella (H.C.Wood) H.C.Wood
- Spirogyra pulchra Alexenko
- Spirogyra pulchrifigurata C.-C.Jao
- Spirogyra puncticulata C.-C.Jao
- Spirogyra punctulata C.-C.Jao
- Spirogyra quadrata (Hassall) P.Petit
- Spirogyra quadrilaminata C.-C.Jao
- Spirogyra quezelii Gauthier-Lièvre
- Spirogyra quilonensis Kothari
- Spirogyra quinina Kützing
- Spirogyra quinquilaminata C.-C.Jao
- Spirogyra randhawae Krieger
- Spirogyra rattanii Kadlubowska
- Spirogyra rectangularis Transeau
- Spirogyra rectispira Merriman
- Spirogyra regularis (Cedercreutz) Krieger
- Spirogyra reinhardii V.Chmielevsky
- Spirogyra reticulata Nordstedt
- Spirogyra reticulatum Randhawa
- Spirogyra reticuliana Randhawa
- Spirogyra rhizobrachialis C.-C.Jao
- Spirogyra rhizobranchialis C.-C.Jao
- Spirogyra rhizoides Randhawa
- Spirogyra rhizopus C.-C.Jao
- Spirogyra rhodopea Petkoff
- Spirogyra rivularis (Hassall) Rabenhorst
- Spirogyra robusta (Nygaard) Czurda
- Spirogyra rugosa (Transeau) Czurda
- Spirogyra rugulosa Iwanoff
- Spirogyra rupestris Schmidle
- Spirogyra sahnii Randhawa
- Spirogyra salina Aleem
- Spirogyra sanjingensis Y.Wang & Z.Wang
- Spirogyra sarmae M.Singh & M.Srivastava
- Spirogyra schmidtii West & G.S.West
- Spirogyra schweickerdtii Cholonky
- Spirogyra scripta Nygaard
- Spirogyra scrobiculata (Stockmayer) Czurda
- Spirogyra sculpta Gauthier-Lièvre
- Spirogyra semiornata C.-C.Jao
- Spirogyra senegalensis Gauthier-Lièvre
- Spirogyra setiformis (Roth) Martens ex Meneghini
- Spirogyra shantungensis L.-C.Li
- Spirogyra shanxiensis Zheng & Ling
- Spirogyra shenzaensis Zheng
- Spirogyra siamensis Transeau
- Spirogyra siberica Skvortzov
- Spirogyra silesiaca Kadlubowska
- Spirogyra sinensis L.-C.Li
- Spirogyra singularis Nordstedt
- Spirogyra skujae Randhawa
- Spirogyra skvortzowii Willi Kreiger
- Spirogyra smithii Transeau
- Spirogyra speciosa Liu
- Spirogyra sphaerica (Misra) Willi Krieger
- Spirogyra sphaerocarpa C.-C.Jao
- Spirogyra sphaerospora Hirn
- Spirogyra spinescens Kirjakov
- Spirogyra splendida G.S West
- Spirogyra spreeiana Rabenhorst
- Spirogyra subaffinis F.E.Fritsch & M.F.Rich
- Spirogyra subbullata Kadlubowska
- Spirogyra subcolligata L.J.Bi
- Spirogyra subcrassa Woronchin
- Spirogyra subcrassiuscula L.J.Bi
- Spirogyra subcylindrospora C.-C.Jao
- Spirogyra subechinata Godward
- Spirogyra subfossulata C.-C.Jao
- Spirogyra subglabra Zheng & Ling
- Spirogyra sublambertiana Zhao
- Spirogyra subluteospora C.-C.Jao & Hu
- Spirogyra submajuscula Ling & Zheng
- Spirogyra submargaritata Godward
- Spirogyra submarina (Collins) Transeau
- Spirogyra submaxima Transeau
- Spirogyra subobovata Chian
- Spirogyra subpapulatata C.-C.Jao
- Spirogyra subpellucida C.-C.Jao
- Spirogyra subpolytaeniata C.-C.Jao
- Spirogyra subpratensis Woronichin
- Spirogyra subreflexa Liang & Wang
- Spirogyra subreticulata F.E.Fritsch
- Spirogyra subsalina Cedercreutz
- Spirogyra subsalsa Kützing
- Spirogyra subsalso-punctatulata Kadlubowska
- Spirogyra subtropica Chian
- Spirogyra suburbana C.-C.Jao
- Spirogyra subvelata Kreiger
- Spirogyra sulcata Blum
- Spirogyra sundanensis Gauthier-Lièvre
- Spirogyra superba L.Liu
- Spirogyra supervarians Transeau
- Spirogyra szechwanensis C.-C.Jao
- Spirogyra taftiana Transeau
- Spirogyra taiyuanensis Ling
- Spirogyra tandae Randhawa
- Spirogyra taylorii C.-C.Jao
- Spirogyra tenuior (Transeau) Krieger
- Spirogyra tenuispina Rundina
- Spirogyra tenuissima (Hassall) Kützing
- Spirogyra teodoresci Transeau
- Spirogyra ternata Ripart
- Spirogyra tetrapla Transeau
- Spirogyra tibetensis C.-C.Jao
- Spirogyra tjibodensis Faber
- Spirogyra tolosana Comère
- Spirogyra torta Blum
- Spirogyra trachycarpa Skuja
- Spirogyra transeauiana C.-C.Jao
- Spirogyra triplicata (Collins) Transeau
- Spirogyra trochainii Gauthier-Lièvre
- Spirogyra tropica Kützing
- Spirogyra tsingtaoensis L.-C.Li
- Spirogyra tuberculata Lagerheim
- Spirogyra tuberculosa Liang & Wang
- Spirogyra tucumaniae B.Tracanna
- Spirogyra tumida C.-C.Jao
- Spirogyra turfosa F.Gay
- Spirogyra tuwensis R.J.Patel & C.K.Asok Kumar
- Spirogyra ugandense Gauthier-Lièvre
- Spirogyra unduliseptum Randhawa
- Spirogyra urbana C.-C.Jao & Zhong
- Spirogyra van-zantenii Cholonky
- Spirogyra variabilis C.-C.Jao & Hu
- Spirogyra varians (Hassall) Kützing
- Spirogyra variaspora Rickert & Hoshaw
- Spirogyra variformis Transeau
- Spirogyra varshaii Prasad & Dutta
- Spirogyra vasishtii Rattan
- Spirogyra velata Nordstedt
- Spirogyra venkataramanii Rattan
- Spirogyra venosa Kadlubowska
- Spirogyra venusta C.-C.Jao
- Spirogyra vermiculata C.-C.Jao & H.J.Hu
- Spirogyra verrucogranulata I.C A.Dias & C.E.de M.Bicudo
- Spirogyra verrucosa (C.B.Rao) Krieger
- Spirogyra verruculosa C.-C.Jao
- Spirogyra voltaica Gauthier-Lièvre
- Spirogyra wangii L.C.Li
- Spirogyra weberi Kützing
- Spirogyra weishuiensis Ling & Zheng
- Spirogyra weletischii West & G.S.West
- Spirogyra welwitschii West & G.S.West
- Spirogyra westii Transeau
- Spirogyra willei Skuja
- Spirogyra wittrockii Alexenko
- Spirogyra wollnyi De Toni
- Spirogyra wrightiana Transeau
- Spirogyra wuchanensis C.-C.Jao & H.-J.Hu
- Spirogyra wuhanensis C.-C.Jao & H.-J.Hu
- Spirogyra xiaoganensis Liu
- Spirogyra xinxiangensis L.J.Bi
- Spirogyra yexianensis L.J.Bi
- Spirogyra yuin S.Skinner & Entwisle
- Spirogyra yunnanensis L.-C.Li C